# Magnesitkugel (Trieben)

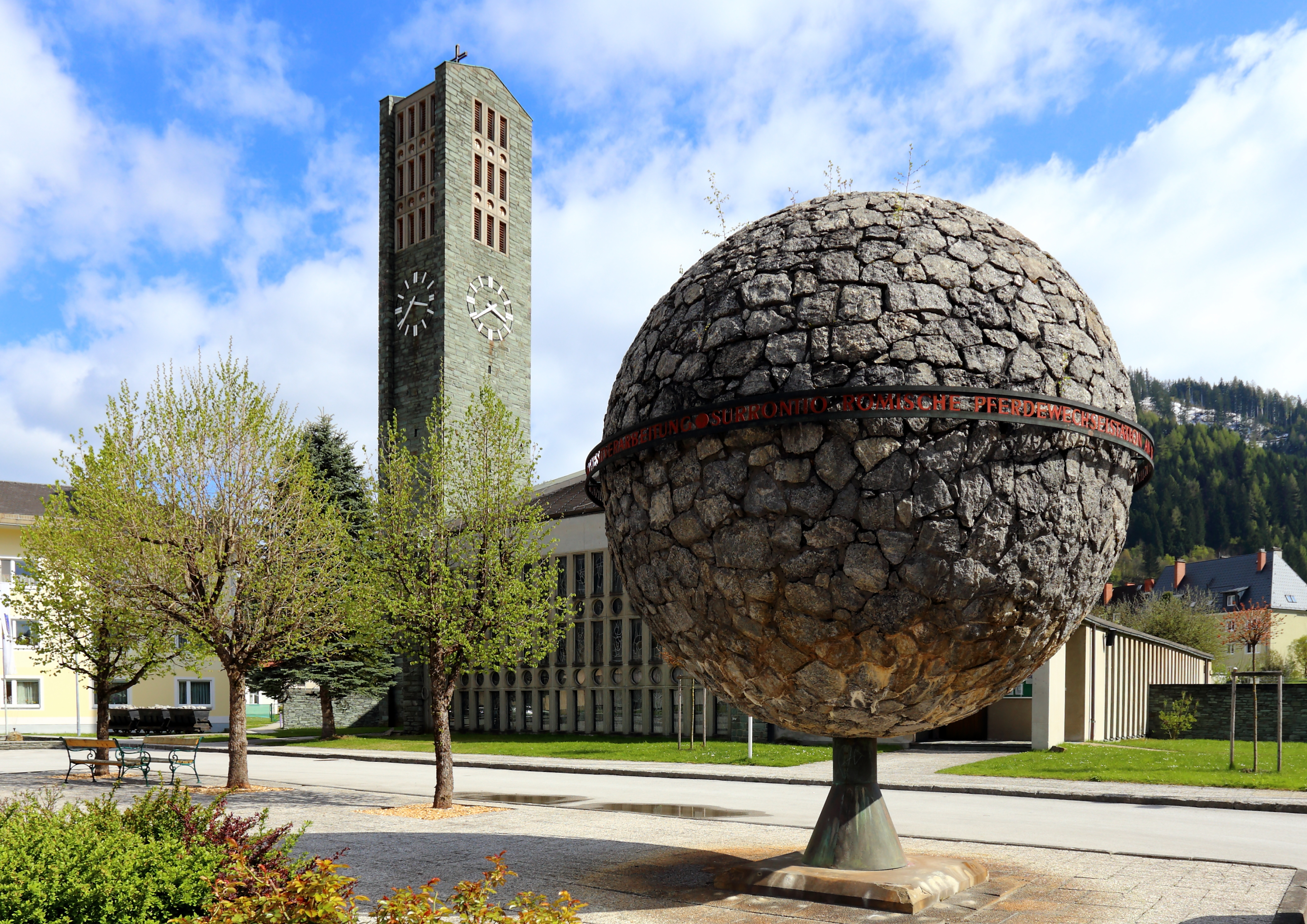
Magnesitkugel am Hauptplatz in Trieben

Die Magnesitkugel steht am Hauptplatz der Stadtgemeinde Trieben im Bezirk Liezen in der Steiermark. Das Denkmal der Magnesit-Werke steht unter Denkmalschutz (Listeneintrag).

## Beschreibung
Die Magnesitkugel ist ein Werk des österreichischen Bildhauers Rudolf Hoflehner, das er für die Weltausstellung 1958 in Brüssel entworfen hat. 1966 wurde sie im Zuge der Markterhebungsfeierlichkeiten auf dem Hauptplatz in Trieben aufgestellt. Die Weltkugel symbolisiert die weltweite Verwendung von Magnesitprodukten aus Trieben. Das Metallband um die Weltkugel hat folgende Inschrift: „Surrontio römische Pferdewechselstation an der Salzstraße über die niederen Tauern, seit dem 8. Jahrhundert Trieben genannt. Heute ein Zentrum der Magnesitverarbeitung“.